# Helicostyla
Helicostyla é um género de gastrópode  da família Bradybaenidae.
Este género contém as seguintes espécies:
- Helicostyla aegle (Broderip, 1841)
- Helicostyla annulata (Sowerby, 1841)
- Helicostyla balteata (Sowerby, 1841)
- Helicostyla bembicodes (Pfeiffer, 1851)
- Helicostyla bicolorata (Lea, 1840)
- Helicostyla bullala (Broderip, 1841)
- Helicostyla bustoi (Hidalgo, 1887)
- Helicostyla butleri (Pfeiffer, 1842)
- Helicostyla calamianica (Quadras Moellendorff, 1894)
- Helicostyla camelopardalis (Broderip, 1841)
- Helicostyla canonizadoi (Bartsch, 1932)
- Helicostyla carinata (Lea, 1840)
- Helicostyla cincinna (Sowerby, 1840)
- Helicostyla cincinniformis (Sowerby, 1841)
- Helicostyla collodes (Sowerby, 1841)
- Helicostyla concinna (Sowerby, 1841)
- Helicostyla curta (Sowerby, 1841)
- Helicostyla dactylus (Broderip, 1841)
- Helicostyla daphnis (Broderip, 1841)
- Helicostyla denticulata (Jay, 1839)
- Helicostyla diana (Broderip, 1841)
- Helicostyla dimera (Jonas, 1846)
- Helicostyla dubiosa (Pfeiffer, 1846)
- Helicostyla effusa (Pfeiffer, 1842)
- Helicostyla euconica (Bartsch, 1932)
- Helicostyla evanescens (Broderip, 1841)
- Helicostyla faunus (Broderip, 1841)
- Helicostyla fenestrata (Sowerby, 1841)
- Helicostyla florida (Sowerby, 1841)
- Helicostyla fulgens (Broderip, 1841)
- Helicostyla fulgetrum (Broderip, 1841)
- Helicostyla gilva (Pfeiffer, 1845)
- Helicostyla grandis (Pfeiffer, 1845)
- Helicostyla halichlora (Semper, 1866)
- Helicostyla hydrophana Sowerby, 1841
- Helicostyla ignobilis Sowerby, 1841
- Helicostyla iloconensis (Sowerby, 1841)
- Helicostyla imperator (Pfeiffer, 1848)
- Helicostyla jonasi (Pfeiffer, 1845)
- Helicostyla juglans (Pfeiffer, 1842)
- Helicostyla lacerata (Semper, 1877)
- Helicostyla leopardus (Pfeiffer, 1845)
- Helicostyla leucophaea (Sowerby, 1841)
- Helicostyla lignaria (Pfeiffer, 1842)
- Helicostyla macrostoma (Pfeiffer, 1843)
- Helicostyla marinduquensis (Hidalgo, 1887)
- Helicostyla mateoi (Bartsch, 1932)
- Helicostyla mearni Bartsch, 1905
- Helicostyla metaformis (Ferussac, 1821)
- Helicostyla mirabilis (Ferussac, 1821)
- Helicostyla montana Semper, 1891
- Helicostyla monticula (Sowerby, 1841)
- Helicostyla nimbosa (Broderip, 1841)
- Helicostyla opalina (Sowerby, 1841)
- Helicostyla orbitula (Sowerby, 1841)
- Helicostyla phaeostyla (Pfeiffer, 1856)
- Helicostyla pictor (Broderip, 1841)
- Helicostyla pithogaster (Ferussac, 1821)
- Helicostyla polillensis (Pfeiffer, 1861)
- Helicostyla pudibunda Semper, 1891
- Helicostyla rufogaster (Lesson, 1831)
- Helicostyla sarcinosa (Ferussac, 1821)
- Helicostyla satyrus (Broderip, 1841)
- Helicostyla simplex (Jonas, 1843)
- Helicostyla smargadina (Reeve, 1842)
- Helicostyla solivaga (Reeve, 1849)
- Helicostyla sphaerica (Sowerby, 1841)
- Helicostyla ticaonica (Broderip, 1841)
- Helicostyla turbinoides (Broderip, 1841)
- Helicostyla turbo (Pfeiffer, 1845)
- Helicostyla velata (Broderip, 1841)
- Helicostyla ventricosa (Bruguière, 1792)
- Helicostyla viridostriata (Lea, 1840)
- Helicostyla woodiana (Lea, 1840)
- Helicostyla worcesteri Bartsch, 1909